# Неописанный таксон

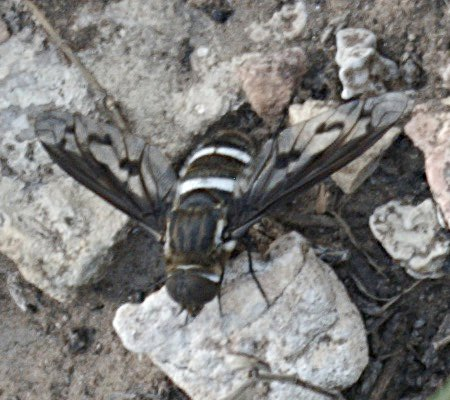
По словам энтомолога Энди Колдервуда, эта муха рода Exoprosopa принадлежит к неописанному виду (по состоянию на сентябрь 2009).

В таксономии неописанный таксон — это таксон (например, вид), который был открыт, но ещё официально не описан и не назван. Различные кодексы номенклатуры определяют требования к правильному описанию и названию нового таксона. Пока такое описание не опубликовано, таксон не имеет формального или официального названия, хотя часто используется временное неофициальное название. Опубликованное научное название может не соответствовать требованиям Кодексов по разным причинам. Например, если таксон не был должным образом описан, его название называется nomen nudum. Таксон может оставаться «неописанным» в течение длительного периода времени, даже если публикуются неофициальные описания.
Неописанный вид может быть обозначен названием рода, за которым следует «sp.», но эта аббревиатура также используется для обозначения образцов или изображений, которые слишком неполны, чтобы их можно было идентифицировать на уровне вида. В некоторых случаях в роду может быть несколько неописанных видов. В этом случае они часто обозначаются цифрой или буквой. В роду акул Pristiophorus, например, какое-то время было четыре неописанных вида, неофициально называемых Pristiophorus sp. A, B, C и D. (В 2008 году sp. A был описан как Pristiophorus peroniensis и sp. B как Pristiophorus delicatus.) Когда официальное описание вида C или D будет опубликовано, его временное название будет заменено правильным биномиальным названием.

## Временные названия в бактериологии
В бактериологии действительная публикация названия требует внесения бактерий в Коллекцию бактериологических культур. Виды, для которых это невозможно, не могут получить корректное биномиальное название; эти виды классифицируются как Candidatus.

## Временные названия в ботанике
Временное название вида может состоять из номера или какого-либо другого обозначения экземпляра в гербарии или другой коллекции. Он также может состоять из названия рода, за которым следует такой идентификатор экземпляра, или из условного видового эпитета, заключенного в кавычки. В последнем случае ссылка на автора может быть заменена латинским термином ineditus или ined., что означает «неопубликованный». По состоянию на 2013 год многие виды цветковых растений рода Polyscias можно встретить в научной литературе под таким обозначением. Однако заключенное в кавычки имя не обязательно является неопубликованным. Это может быть незаконное имя, которое еще не заменено правильным именем. Например, название «Endressia» (sensu Whiffin) было опубликовано в 2007 году для рода в семействе Monimiaceae, но является незаконным омонимом Endressia J.Gay в семействе Apiaceae. В 2010 году оно было признано незаконным, но до сих пор используется в кавычках. Это название было заменено на Pendressia в 2018 году.